# Ba-a-a Express
Ba-a-a Express is een stalen kinderachtbaan in het Duitse attractiepark Europa-park. De attractie opende in het Ierse themagebied op 13 juli 2016.

## Gegevens
De attractie is een zogenaamde Kiddy-Coaster gebouwd door de Duitse fabrikanten Mack Rides en ART Engineering. De achtbaan is van het model Family Coaster 67m.
De baan heeft een ovale vorm van 67 meter lang en 3 meter hoog. Ze wordt twee keer doorlopen.

## Thema
De achtbaan is vooral gericht op kinderen.
Rondom de baan zie je Ierse thematisering. Zo zijn er onder andere plastic schapen, planten en rotsen, gerealiseerd door Universal Rocks, te zien.
De treintjes houden plaats voor tien mensen. Het eerste karretje is gethematiseerd naar een locomotief met een gezichtje. Uit de schoorsteen komt de parkmascotte Ed.

Lijst van attracties in Europa-Park